# Alex Salmond
Alexander Elliot Anderson Salmond, detto Alex (Linlithgow, 31 dicembre 1954 – Ocrida, 12 ottobre 2024), è stato un politico britannico, primo ministro della Scozia dal 16 maggio 2007 al 18 novembre 2014, oltreché leader del Partito Nazionale Scozzese, in due occasioni, dal 22 settembre 1990 al 26 settembre 2000 e dal 3 settembre 2004 al 14 novembre 2014.
Dal 2021 al 2024 è stato leader del nuovo partito indipendentista scozzese Alba.

## Biografia
Nato a Linlithgow, nel Lothian Occidentale in Scozia, il 31 dicembre 1954, secondo di quattro figli dei dipendenti pubblici Robert Fyfe Findlay Salmond (1921-2017) e Mary Stewart Salmond (1922-2003), Salmond si laureò in economia all'Università di St Andrews. Dopo alcuni impieghi, entrò nella Royal Bank of Scotland come economista per il settore energetico.
Dopo la rifondazione del parlamento scozzese nel 1999 ne divenne deputato, mentre mantenne contemporaneamente anche il proprio seggio di Banff and Buchan alla Camera dei Comuni. Non si ripresentò alle elezioni parlamentari scozzesi del 2003, mentre è stato rieletto nel 2007 e nel 2011.
Alle elezioni parlamentari scozzesi del 2007, guidò la campagna elettorale del SNP il quale divenne in quell'occasione il partito di maggioranza relativa in Scozia. Il 16 maggio 2007 venne eletto dal Parlamento scozzese come nuovo Primo ministro, il primo non appartenente al Partito Laburista, e ha guidato per tutta la legislatura 2007-2011 un governo monocolore di minoranza.
Nel 2011 si ripresentò alle elezioni parlamentari come candidato per un secondo mandato da Primo Ministro, ed il SNP da lui guidato ottenne lo "storico" risultato della maggioranza assoluta al Parlamento scozzese. Con l'insediamento della nuova legislatura è stato riconfermato alla guida dal governo scozzese, sempre con un monocolore del SNP che questa volta però godeva della maggioranza parlamentare.
Nel 2016 Alex Salamond all'interno della campagna Brexit fu uno dei maggiori sostenitori del Remain, proclamando la necessità di rimanere in un'Europa riformata. Anche dopo i risultati del referendum, che vedevano la Gran Bretagna fuori dall'Unione Europea, Salmond ha sempre sostenuto un approccio soft, auspicando di rimanere nel Mercato Comune Europeo nonostante l'uscita dall'organismo politico UE. Nel 2017 ha appoggiato la richiesta di un nuovo referendum per decidere la rimanenza della Scozia nell'Unione Europea.Alex Salmond: "Mai la Scozia fuori dall'Europa, stavolta saremo indipendenti" - la Repubblica
A seguito della sconfitta della campagna indipendentista nel referendum sull'indipendenza scozzese, il 19 settembre 2014 annunciò che non avrebbe corso per la riconferma come leader del Partito nazionale scozzese nella annuale conferenza di novembre e che successivamente si sarebbe dimesso dall'incarico di primo ministro. In entrambe le cariche viene succeduta da Nicola Sturgeon, già sua vice primo ministro e vice leader del Partito Nazionale Scozzese durante il suo secondo mandato.
Nelle sue posizioni politiche, Salmond è un fortissimo sostenitore dell'indipendenza della Scozia, da raggiungere previo un referendum. Ha fortemente impegnato il governo scozzese con una legislazione sulla riduzione delle emissioni di gas serra e per lo sviluppo delle energie rinnovabili. È stato contrario alla seconda guerra del Golfo.
Alle elezioni generali nel Regno Unito del 2015 si candida alla camera dei comuni nel collegio di Gordon, dove fu eletto con il 47,66% dei voti; alle elezioni generali del 2017 non fu rieletto nel collegio di Gordon, quando il seggio passò al candidato conservatore scozzese Colin Clark. È stato il portavoce degli affari internazionali e l'Europa del Partito Nazionale Scozzese dal 2015 al 2017.
Dopo il ritiro dalla politica è divenuto conduttore televisivo di un talk show su RT, una televisione filo-russa.

### Partito Alba
Il 26 marzo 2021 Salmond annuncia di essersi unito ed essere diventato il leader di Alba, in nuovo partito politico indipendentista, che parteciperà alle imminenti elezioni parlamentari in Scozia del 2021. Durante la campagna elettorale, ha detto al The New Yorker che non voleva distruggere Nicola Sturgeon, affermando: "Se avessi voluto distruggerla, avrei potuto farlo". Alla tornata elettorale il partito ha ottenuto zero seggi, ma Salmond ha promesso durante la campagna elettorale che il partito avrebbe continuato, essendosi affermato come forza politica in sole sei settimane e sarebbe rimasto sulla scena politica.

## Vita privata
Salmond sposò nel 1981 Moira McGlashan, alto funzionario pubblico di 17 anni più anziana di lui, che conobbe negli anni '70. La coppia non ebbe figli.

## Procedimenti giudiziari
A seguito di alcune denunce per molestie sessuali da parte di alcune collaboratrici o lavoratrici del SNP asseritamente avvenute nel periodo 2007/2014, venne rinviato a giudizio e processato. Il processo si conclude nel marzo 2020 con l'assoluzione.